# Коневець
Коневе́ць (рос. Коневец, Коневиц, фін. Konevitsa, Kononsaari) — невеликий острів на Ладозькому озері. Входить до Приозерського району Ленінградської області Росії. Завдяки відносній віддаленості цього місця, відокремленості монастирського життя та закритості острова як військового об'єкта тут збереглась багатогранна та цілісна природа. Тому він є одним із улюблених місць відпочинку туристів та місцем паломників.

## Фізико-географічна характеристика

### Географічне положення
Острів розташований на заході Ладозького озера, від берега його відокремлює вузька Коневецька протока. Від Владимировської бухти до острова приблизно 7 км. Цю відстань кораблі проходять за 40-50 хвилин. До найбільшого міста та районного центра Приозерська приблизно 40 км водою, до архіпелагу Валаам — приблизно 60 км, а від Санкт-Петербурга до Коневця водою 170 км, з них 40 км по річці Нева.

### Морфометрична характеристика

Мапа острова Коневець

Коневець витягнутий з південного заходу на північний схід, найбільша протяжність в довжину становить 8 км, а в ширину — 4 км. Його площа — приблизно 8,5 км².
На південному заході острова є піщаний пляж, за яким йде крутий, заввишки до 4 м, піщаний уступ. Він знижується в східному напрямку і поступово переходить в низький, з розкидами каміння, берег. Біля південно-східного узбережжя є декілька островів із гранітних валунів. Найбільший з них — Кам'яний. Майже весь західний берег стрімко обривається в бік озера й має нешироку смугу піщаного пляжу під уступом. Зі східного боку острів має порізану берегову лінію з багатьма вузькими півостровами та широкими затоками між ними. Кам'янисті мілини тягнуться на сотні метрів від берега.
Середня висота острова над рівнем Ладозького озера — 3 м, висота ж берега над рівнем моря — 5 м. Рельєф місцевості плаский, тільки в центрі острова є невеликі височини — гори Зміїна та Свята. Це найвищі точки Коневця. Абсолютна висота Святої гори — 34 м. Називається вона так через чудесну появу Божої Матері монаху Іоакиму, який прийшов сюди просити заступництва у Пресвятої Богородиці. Пізніше на горі збудували каплицю та скит в ім'я Казанської ікони Божої Матері. Донедавна тут було і джерело, але воно висохло через будівництво. Біля підніжжя гори є залишки полів і фруктового саду — в роки існування монастиря тут було сконцентроване основне польове господарство. В останні часи на горі влаштували ландшафтний парк із залишків посадок кленів і дубів.
Гора Зміїна заввишки 29 м знаходиться майже в центрі острова. Це витягнута та звивиста височини зі стрімкими кам'янистими урвищами.

### Геологічна характеристика
Коневець — острів наносного типу. Пісок намили води Ладозького озера. Вони намивають його і сьогодні. Глибини навколо острова зменшуються через підйом дна, що утруднює підхід кораблів. Південно-західний край острова — це піщана коса Стрілка завдовжки близько кілометра. Коса засипана різнокольоровою галькою, з якої місцеві монахи виготовляють сувеніри.
По острові повсюди розкидані гранітні валуни, іноді значних розмірів. Льодовик, спускаючись із Скандинавських гір, ніс не тільки величезні маси льоду, але й шматки каменів, вибитих з основної породи. Найбільший з таких валунів на острові — Кінь-Камінь вагою понад 750 тонн. Багато менших каменів є на південно-західному кінці острова та на острові Кам'яний.

### Клімат

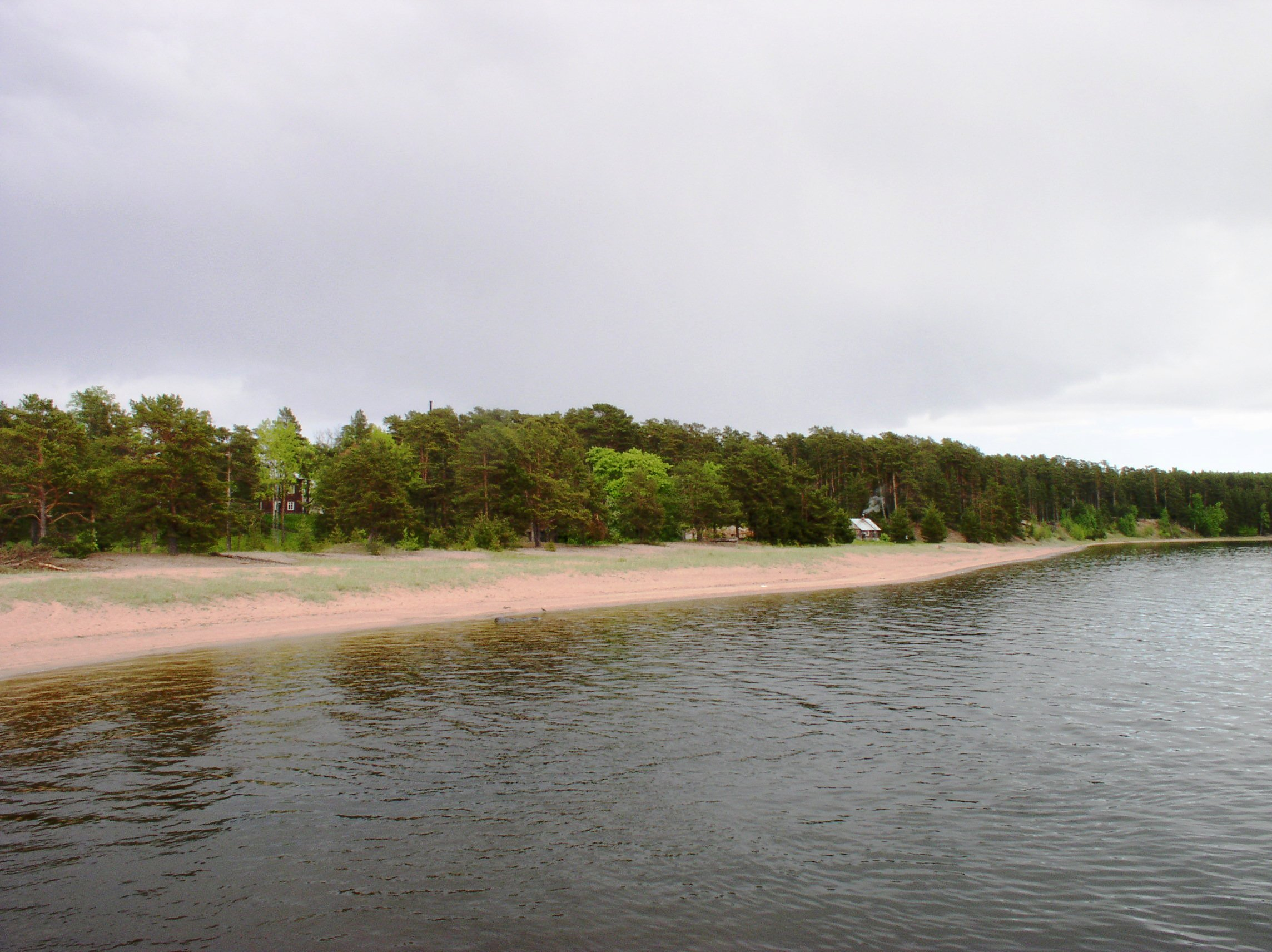
Західний піщаний берег

Коневець знаходиться в зоні помірного клімату. Морське повітря, що приноситься західними вітрами, викликає взимку відлигу та великі снігопади, а влітку супроводжується похмурою погодою. В період, коли на Ладозькому озері панують континентальні повітряні маси, тут стоять сухі та спекотні дні влітку та морозні взимку. Погоду можуть різко змінити вторгнення з півночі холодного арктичного повітря.
Пересічна температура повітря на острові становить +3,5 °C. Влітку повітря може прогрітись до +30 °C, а взимку можуть бути морози до −40 °C. Протяжність теплого сезону на острові може складати 130—180 днів. Весна настає в квітні. В цей час озеро ще досить холодне. Пересічна температура повітря на острові і над озером трохи більше 0 °C, а на узбережжі +1,5-2,5 °C. Із закінченням заморозків та встановлення теплої погоди з пересічною добовою температурою більше +10 °C настає літо. В червні пересічна місячна температура повітря вже +12-13 °C. Вдень воно може прогрітись до +20 °C в тіні. Найтепліший місяць — липень, пересічні температури якого +16-17 °C. В серпні зазвичай починається зниження температури, пересічні температури повітря +15-16 °C. При вторгненні теплих повітряних мас з півдня в першій половині осені нерідко буває повернення теплої погоди — «бабине літо».
На початку листопада від'ємні температури стають досить стійкими. Нерідко в грудні трапляються відлиги, які супроводжуються мокрим снігом. В січні і лютому відлиги рідші. Це холодніші місяці — їхня пересічна температура −8-10 °C, а в окремі дні температура може знизитись до −30-40 °C морозу.
Вода в Ладозькому озері прогрівається дуже повільно і так само повільно остигає. Тільки до середини липня-початку серпня можна купатись. В теплі роки осінь починається пізніше і довше продовжується. Льодостав починається дуже пізно — в січні, а іноді в лютому.

### Природа острова

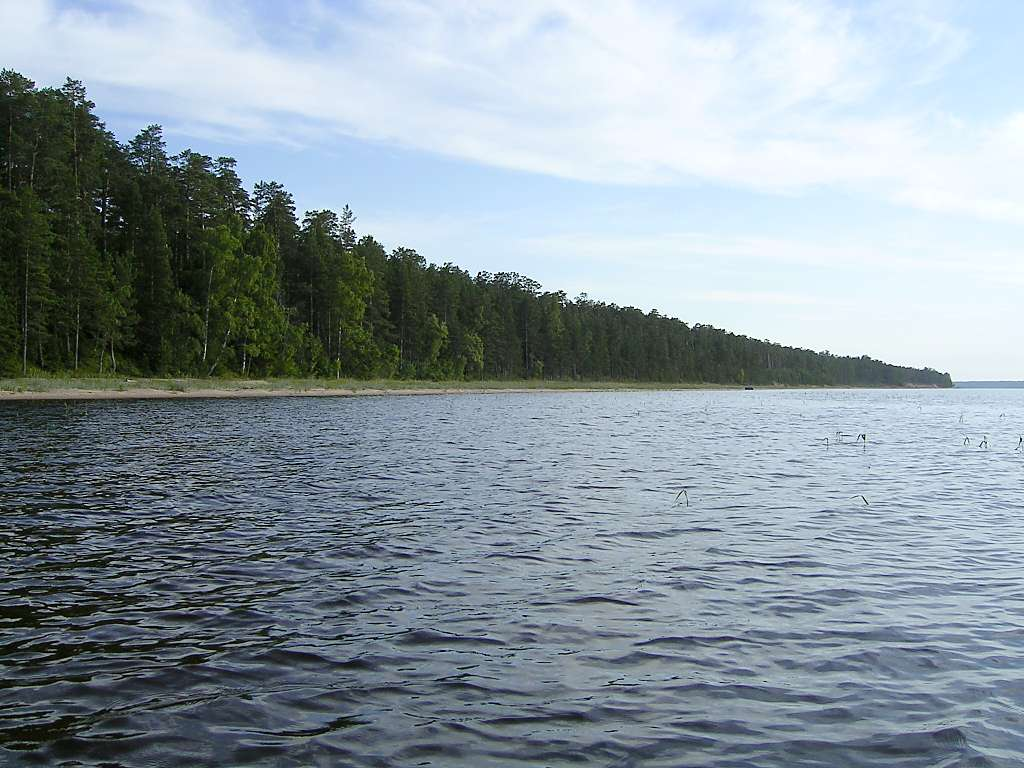
Хвойні ліси на острові

Острів не має величних природних ландшафтів, але він вражає своєю природною красою. Один з паломників, який прибув на острів, писав у своїх записках:
| Коневец «не изобилует вещественными благами, но отдаленность его от мирских селений, его пустынные красоты успокаивают сердце, говорят о величии Творца, возбуждают дух молитвы, вещают о Вечности» |
Серед тварин на острові водяться ящірки, різноманітні жаби, дрібні гризуни, лосі, зайці, вивірки та лисиці. Вовки з'являються тільки взимку, коли мають змогу потрапити на острів по льоду на озері. Вони полюють на нерпу, яка взимку виводить на лід поблизу острова своїх дитинчат. Зустрічаються також ондатри. Серед птахів на острові мешкає багато перелітних птахів і мартинів. Коневець  — єдиний острів у Ладозькому озері, де не водяться змії.
Ліси вкривають майже 80 % території острова. Уздовж берега та на півдні переважають соснові ліси, в північній та центральній частинах — ялинові. Також на острові зростають берези, вільхи, горобина та осика. Чимало на Коневці північних трав: медуниця, іван-чай, печіночниця звичайна, первоцвіт, фіалка тощо. Окрім природних для острова рослин, велика кількість рослин була завезена сюди людиною. Так, в різних частинах острова були висаджені липи, клени, дуби, ялиці, сосна сибірська, тополі, каштани, бузок, акація жовта, аґрус, смородина, сливи, вишні та яблуні. Всього на острові в 1997 році нараховували 30 видів інтродуцентів — привезених сюди та висаджених монахами.

## Утворення острова

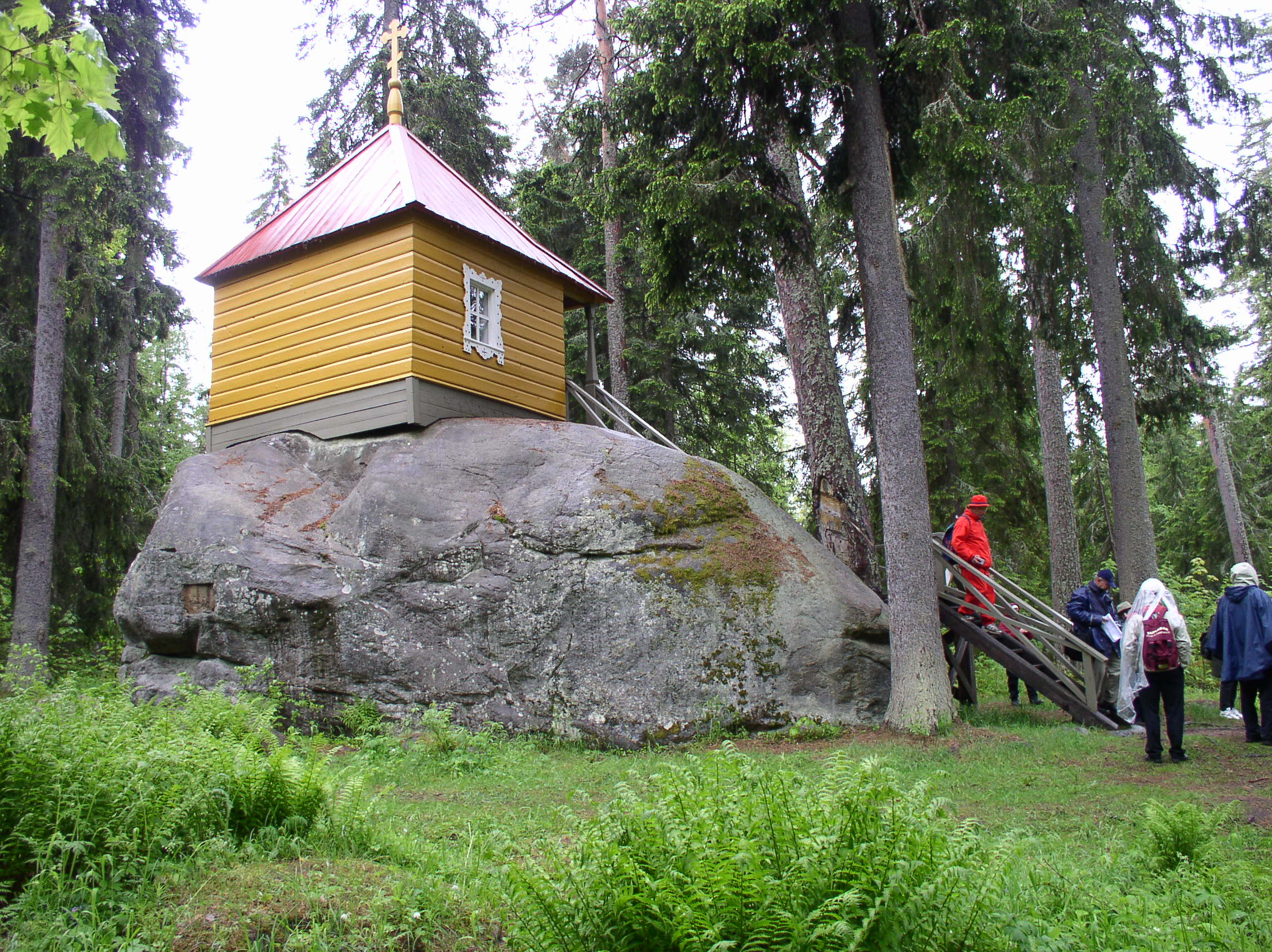
Кінь-Камінь

Утворення острова пов'язане з утворенням Ладозького озера. Воно є одним з найбільших озер світу і найбільшим прісноводним у Європі. Улоговина озера льодовикового походження. Приблизно 1 млн років тому почався льодовиковий період. Льодовик спускався із Скандинавських гір, окривши велику частину північної Європи. По дорозі він згладжував усі нерівності рельєфу та залишав після себе величезні валуни. 20 тисяч років тому льоди ще були в районі Фінської затоки, Ладозької та Онезької улоговин. По мірі танення на цьому місці утворилася гігантська водойма — Літоринове море. Воно було на місці сучасних Балтійського моря, Ладозького, Онезького, Ільменського та Чудського озер, протокою з'єднувалось з Білим морем.
З часом море міліло, суходіл вивільнявся з-під води, обірвався зв'язок з океаном. Так утворилось Анцилове озеро. Відтоді Ладозьке озеро існує як прісна водойма. Воно не мало стоків, тому води, що накопичились, стали вимивати пухкі породи вододілу між річками Мга (притока озера) та Тосна (притока Білого моря). Після з'єднання озера з морем вода стала потроху сходити, цим самим звільняючи ділянки суходолу і утворюючи острови. Крім того, утворенню Коневця сприяли і води Ладоги, які несли із собою великі маси піску. Хвилі, підняті північно-східними вітрами, послаблювались ударами об берег. Від цього на деякій відстані від нього почали відкладатись на дні ті частинки, які хвилі несли із собою. Пісок, округлені камінці та глина складались у більші грудки і призводили до створення нових ділянок суходолу. Цей процес триває — щороку хвилі приносять на берег тонни піску. Щоб кораблі могли спокійно запливати у Владичну бухту, потрібно час від часу очищати її від піску та мулу, поглиблювати дно.

## Визначні місця
Майже 150 років на острові є пейзажний парк. Починається він біля Владичної бухти, простягається алеями з клена, дуба та липи до самого монастиря. Поміж рядів дерев зустрічаються могутні дуби, а на перетині стежок монахи спорудили з місцевого каміння «альпійські гірки», які засадили кущами троянд та спіреї.
Досить цікавим місцем є піщана коса Стрілка. На початку XX століття тут збудували дерев'яну каплицю. Навколо неї висадили сосну гірську, саджанці якої завезли з Фінляндії. Так з'явився гай низькорослої та напівсланкої декоративної деревної породи, яка гарно закріплює рухливі піски.
Примітним місцем є Кінь-Камінь, навколо якого, контрастуючи з навколишньою природою з ялин і сосен, великими валунами та заростями папоротей, зростають окремі клени та дуби. На вершину Святої гори ведуть викладені камінням сходи. На південному схилі росте закинутий монастирський сад, якому вже понад 100 років.

### Коневський монастир

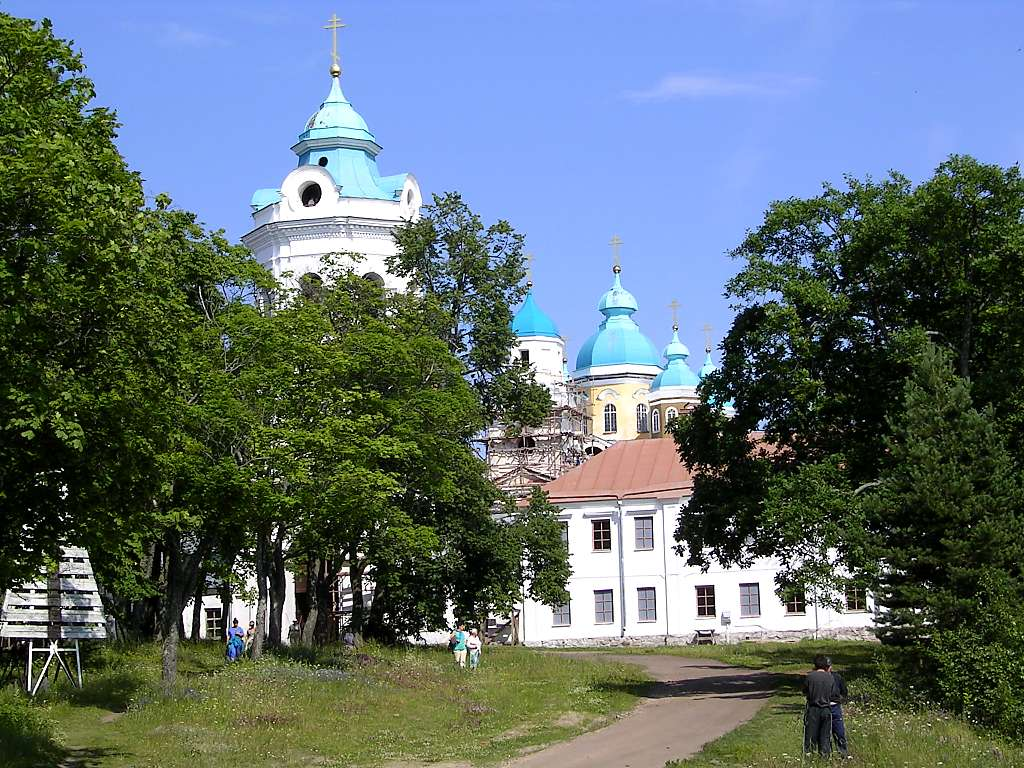
Коневський монастир

Коневський Різдвяно-Богородицький монастир засновано в кінці XIV століття. В 1380 році проходила битва на Куликовому полі, перемога якої прийшлась на свято Різдва Пресвятої Богородиці — 8 вересня. На честь неї преподобний Арсеній Коневський, уродженець Великого Новогорода, заснував на острові чоловічий монастир. При перебуванні на Святому Афоні, йому було видіння, що він повинен заснувати монастир на півночі Русі. Після смерті Арсенія в 1447 році острів, який був на кордоні руських і шведських володінь, неодноразово руйнувався. Монастир відновлювався завдяки опікунству російських царів — Василія III, Івана Грозного, Федора Івановича та Бориса Федоровича. В кінці царювання Івана IV Грозного був збудований новий кам'яний собор.
Двічі, в 1577 та 1610 роках, шведи захоплювали острів. Монахи вимушені були втікати до Дерев'яницького Воскресенського монастиря під Великим Новгородом. 1710 року Коневець було вирішено передати князю Я. Ф. Долгорукому, але в 1718 році, завдяки архімандриту Іоанникію, Петро I видав указ про відновлення монастиря. Він отримав статус приписного до Дерев'яницького. 1760 року, згідно з розпорядженням Катерини II, монастир отримав автономію і знаходився поза штатом. 1825 року його підвищили до III класу. До Коневця навідувались імператор Олександр II (1858), письменники Микола Лєсков (1873; він написав нарис «Монашеские острова на Ладожском озере»), Володимир Немирович-Данченко, І. С. Шмельов, Олександр Дюма, поет Федір Тютчев, архітектор О. М. Горностаєв.
В 1917—1940 роках монастир був під владою Фінляндії. В роки радянсько-фінської війни на острові перебували штаб і дві батареї берегової артилерії фінської армії. З початком війни частину майна вивезли, але більшість лишилась, зокрема іконостаси та дзвони усіх церков. 1941 року деякі монахи повернулись до Коневця, але 1944 року знову покинули острів, який перейшов під владу СРСР. В радянські часи на острові розміщувалася військово-морська частина. 1990 року монастир повернули Санкт-Петербурзькій єпархії. В листопаді 1991 року сюди перевезли останки Преподобного Арсенія. Це головна святиня монастиря.